# 호프만 라 로슈
호프만 라 로슈 AG 혹은 로슈(Roche)는 스위스의 제약 기업이다.

## 역사
프리츠 호프만 라 로슈에 의해 1896년 설립된 이 기업은 일찍이 다양한 비타민 준비물과 파생물을 생산하였다. 1934년, 레독손이라는 브랜드명으로 합성 비타민 C를 대량 생산한 최초의 기업이 되었다.